# Thorvald Aagaard

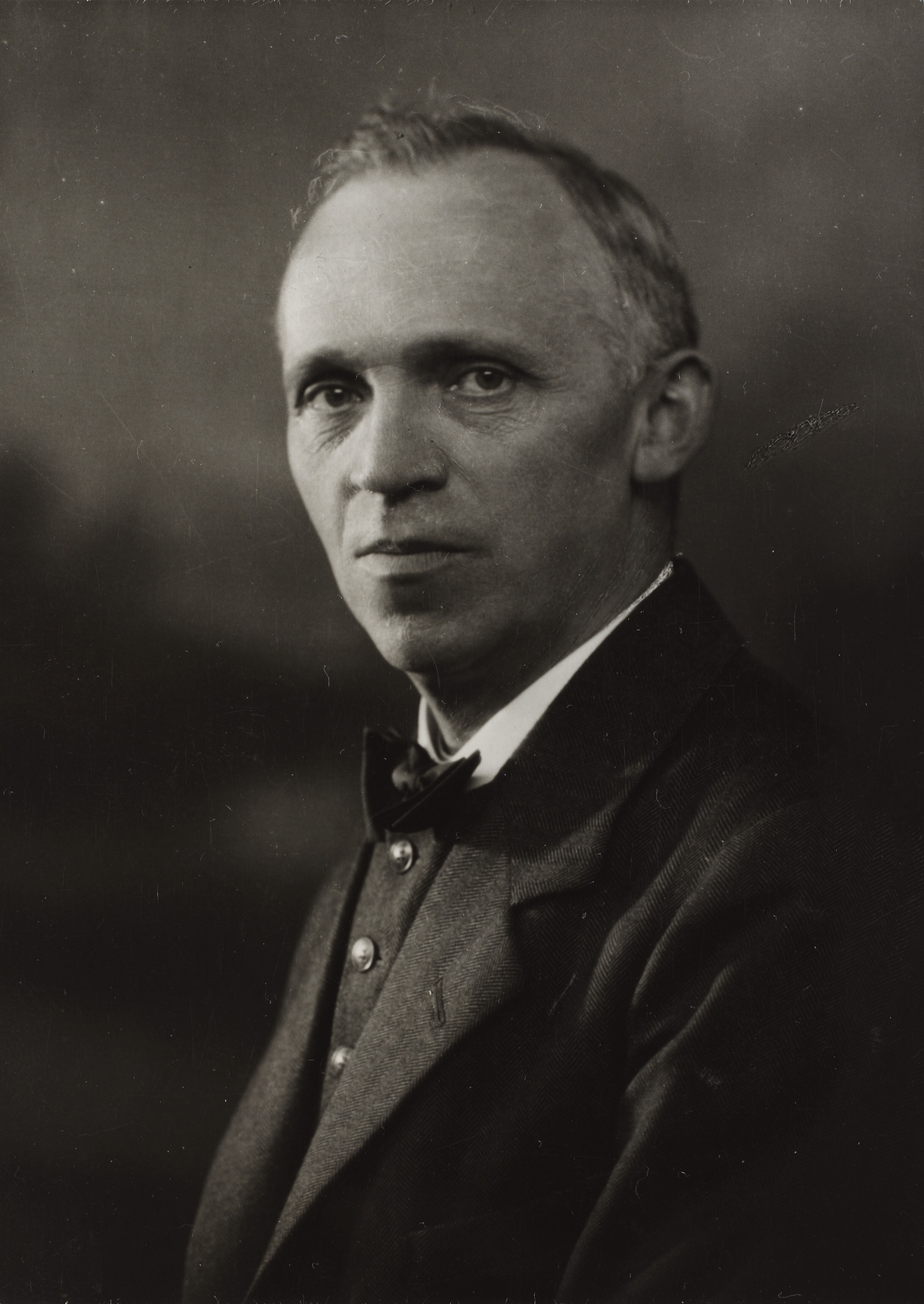
Thorvald Aagaard

Hans Thorvald Aagaard (* 8. Juni 1877 in Rolsted, Fünen; † 22. März 1937 in Ringe, Fünen) war ein dänischer Komponist, Organist, Violinist und Musikpädagoge.

## Leben
Thorvald Aagaard wurde auf dem Rolfstedhof (Rolfstedgård) bei Rolsted in der Ryslinge Valgmenighed auf Fünen, geboren. Seine Eltern, Anders Hansen (1839–1926) und Anna Hansen (1851–1928), bewirtschafteten das Gehöft. Sie gehörten der von Nikolai Frederik Severin Grundtvig begründeten Volkshochschulbewegung an, die die Bildung der ländlichen Bevölkerung förderte. Aagaard erhielt schon als Kind Violinunterricht. Ab 1896 besuchte er die Askov Højskole. In Kopenhagen nahm er ab 1898 privaten Violinunterricht bei Carl Nielsen.
Von 1900 bis 1902 studierte er am Københavns Musikkonservatorium Violine bei Valdemar Tofte, Orgel bei Otto Malling und Musiktheorie bei Jørgen Ditleff Bondesen (1855–1939). Nach dem Wehrdienst nahm er von 1903 bis 1905  Privatunterricht in Komposition und Kontrapunkt bei Carl Nielsen und von 1904 bis 1905 in Musikgeschichte bei Thomas Laub. Seine musikalische Tätigkeit wurde stark von beiden inspiriert. Er lernte hier im Hochschulverein den Violinisten und Komponisten Oluf Ring (1884–1949) kennen, mit dem er die musikalischen Interessen teilte. Später arbeitete er mit ihm zusammen und sie pflegten eine lebenslange Freundschaft.
1905 wurde Aagaard auf Empfehlungen Carl Nielsens und Thomas Laubs Organist an der Nazarethkirche der Valgmenighed in Ryslinge, Fünen. Obwohl er die Zusage für die Stelle als Organist an der Vartov-Kirche in Kopenhagen hatte, lehnte er diese ab. Heimatverbunden wie er war, bevorzugte er die ländlichere Stelle auf Fünen, da er sich in der Großstadt Kopenhagen nie richtig wohlgefühlt hatte. Ebenso war er ab diesem Jahr Lehrer an der Ryslinge højskole. 1907 gründete er das Laienorchester Fynske Musikanter. Es bestand aus Bauern, Lehrern und Handwerkern. Er leitete es in über 400 Konzerten in Ryslinge und Umgebung. Dies zeigt seine große Bedeutung für die Verbreitung klassischer und romantischer  Musik auf Fünen, da viele nur durch das Orchester Zugang zur klassischen Musik erhielten. Im selben Jahr beauftragte er den bekannten Architekten P. V. Jensen-Klint (1853–1930) mit dem Bau eines Wohnhauses. Am 19. Oktober 1908 heiratete er Karen Madsine Bangdine Helga Hansen (* 15. Oktober 1881 in Fredericia, Dänemark; † 26. Mai 1955 im St. Lukasstift, Hellerup, Dänemark), die Tochter von Svend Heinrich Hansen (* 1851) und Maren Pedersen (1851–1917).
Seinen besonderen Stellenwert in der dänischen Musik erarbeitete er sich durch seine Arbeit an der Erneuerung des dänischen Liedes. Als Organist setzte er sich zunächst wie Thomas Laub für die Modernisierung des dänischen Kirchenliedes ein. Dazu verfasste er eine Sammlung von 30 Psalmmelodien. Er führte neue Lieder im Sinne Laubs in den Kirchengesang ein, so dass die Gemeinde bald die „Laubske-Gemeinde“ Dänemarks genannt wurde.  1908 veröffentlichte er den Artikel Folkelig Sang im Højskolebladet, in dem er den Zustand des Repertoires des Schulgesangs hinsichtlich gravierender Mängel kritisierte. Er plante zusammen mit seinen Lehrern Thomas Laub, Carl Nielsen und mit Oluf Ring, ein neues Liederbuch für die Schule mit Neukompositionen höherer Qualität zusammenzustellen. Aagard war dabei die treibende Kraft, sein Freund Ring, der jüngste der vier, sein Mitarbeiter. Seine beiden Lehrer Laub und Nielsen konnte er als etablierte Komponisten für das Projekt gewinnen. Die vier Musiker wurden später „das vierblättrige Kleeblatt Fünens“ genannt. 1912 wurden sie offiziell mit der Arbeit am neuen Liederbuch beauftragt. Die Fertigstellung aber dauerte bis nach dem Ersten Weltkrieg. 1913 erschien in der 7. Auflage des Folkehøjskolens Sangbog das erste Mal ein Lied Aagards auf einen Text von Jeppe Aakjaer: Jeg lagde min Gaard i den rygende Blæst. 1919 veröffentlichte er Ni viser til Tekster af Jeppe Aakjaer („Neun Weisen auf Texte von Jeppe Aakjaer“).
1922 wurde das Schulliederbuch mit über 575 Liedern veröffentlicht. Es enthielt 73 neue Lieder und 63 Bearbeitungen von Volksliedern und Kirchenliedern aus dem Kirchengesangbuch Danske Kirkesang von Thomas Laub, 48 neue Lieder von Carl Nielsen, 28 von Ring und 35 von Aagaard. Trotz des radikalen Bruchs mit der Musiktradition setzten sie sich durch. Viele Lieder beeinflussen die dänische Musikkultur bis heute, wie z. B.: Jeg ser de bøgelyse Øer mit Text von L. C. Nielsen, und die Lieder mit Texten von Jeppe Aakjær Spurven sidder stum bag Kvist, Sneflokke kommer vrimlende und Han kommer med Sommer, han kommer med Sol.  Weitere Veröffentlichungen von Liederbüchern folgten. Die Neuausgaben von 1924 und 1929 wurden ebenso von ihm betreut.
1930 und 1932 brachte er zwei Sammlungen mit Präludien für den Gottesdienst im Stil Thomas Laubs heraus. 1933 erschien seine in Dänemark weit verbreitete Violinschule, die er bewusst für ein breiteres Unterrichtsspektrum konzipiert hatte, was er schon im Titel für Seminare, Musikschulen und Privatunterricht ausführte. 1934 erschienen seine 24 Melodien zu alttestamentlichen Liedern. Aagard schrieb viele Artikel für die Zeitungen Højskolebladet und Fyns Tidende. Aagard war so populär, dass Prominente später während einer schweren Krankheit für ihn für einen Rehabilitationsaufenthalt in Norwegen Spenden sammelten. Bis zu seinem Tod 1937 hatte er die Stelle des Organisten an der Nazarethkirche inne. Sein Grab befindet sich auf dem Friedhof in Ryslinge. Auch seine Nachfolger trugen den musikalischen Geist Aagaards und Laubs weiter. Zuerst war dies Karl Bak, Oluf Ringes Schwiegersohn. Er gab 1938 eine Auflistung der Werke Aagaards heraus. Nach ihm folgten die Töchter seines Bruders, Esther und Dagny Aagaard, die fast ein halbes Jahrhundert bis ins Jahr 2000 die Organistenstelle innehatte.

## Bedeutung
Aagaard schrieb die Melodien zu einigen auch heute noch vor allem in Dänemark populären Liedern, wie Spurven sidder stum bag Kvist und Jeg ser de bøgelyse Øer. Zusammen mit Carl Nielsen, Oluf Ring und Thomas Laub gehörte er zu den Erneuerern des dänischen Volksliedes in der ersten Hälfte des 20. Jahrhunderts.
Im aktuellen dänischen Kirchengesangbuch Den Danske Salmen von 2003 sind vier Lieder Aagaards enthalten:
- Lovsynger Herren, min mund og mit indre, Nr. 3[28]
- Jesus, min drot [„Jesus, mein Herr“], Nr. 60
- Julebudet til dem, der bygge, Nr. 129[29]
- Man siger, livet har bange kår, Nr. 547

## Werke
Die Auflistung folgt dem Fortegnelse over Thorvald Aagaards værker [„Verzeichnis der Werke Thorvald Aagaards“], das 1938 von Det unge Tonekunstnerselskab herausgegeben wurde.

### Instrumentalwerke

#### Werke für Streichorchester
- Dansk Folkemelodie (Det haver saa nyligen regnet) for Strygeorkester. [Dänische Volksmelodie für Streichorchester] (1907)
- Festvorspiel für Streichorchester und Klavier

#### Kammermusik für Streicher
- Streichquartett A-Dur
- Suite für 2 Violinen und Viola

#### Orgelwerke
- 25 Præludier til Gudstjenesten [25 Präludien für den Gottesdienst], 1929 bei Wilhelm Hansen in Kopenhagen publiziert[31] OCLC 461747904[Digitalisat 1][Digitalisat 2][Digitalisat 3][Digitalisat 4]
- 26 Præludier til Gudstjenesten Op. 5 [26 Präludien für den Gottesdienst op. 5] (1934)[32]

#### Violinschule
- Violinskole for Seminarier, Musikskoler og Privatundervisning (dänisch), [Violinschule für Seminare, Musikschulen und Privatunterricht] (1933)[33]

### Chorwerke
- Kantate für 4st. Chor, Rezitation und Orchester (1905)
- Kantate zur Einweihung eines neuen Gebäudes der Hochschule Ryslinge, (28. Oktober 1905) für Solo, 4st. Chor, Rezitation und Orchester
- Jubiläumskantate für 4st. Chor, Rezitation und Orchester (1909)
- Kantate zur Eröffnung einer Ausstellung des Amtes in Ringe für Baritonsolo vierstimmigen Männerchor, Rezitation und Orchester (8. September 1911)
- Festmusik zur Einweihung der Turnhalle der Hochschule in Ryslinge (29. September 1914) für Tenor Solo, 4st. Chor, Rezitation und Orchester
- Kantate für ein Soldatenfest in Sanderum für Soloquartett 4st. Chor und Orchester (26. Juni 2015)
- Kantate für den 50. Geburtstag des Diakonissenstiftes
- Kantate zum 25-jährigen Jubiläum des »Fyns Forsamlingshus« [Versammlungshaus Fünen] (20. Juni 1925) für Sopran- und Tenorsolo, 4st. Chor und Orchester
- Kantate zum 50-jährigen Jubiläums der „Københavns Højskoleforening“ [Gesellschaft der Hochschule Kopenhagen] für Soloquartett, 4st. Chor und Orchester (13. April 1928)[34]
- „Knud der Heilige“ für Tenor Solo, 4st. Chor, Rezitation und Orchester
- Liturgische Musik. für 3st. Frauenchor und Orgel
- Paaskelilien [Die Narzisse] für 4st. Chor, Rezitation und Orchester
- Vinteren [Der Winter] für 4st. Chor, 2st. Kinderchor und Orchester
- Vaaren [Der Frühling] für Sopran solo, 4st. Chor und Orchester[35]
- Sommeren [Der Sommer] für 4st. Chor und Orchester
- Høsten [Der Herbst] für Bariton Solo, 4st. Chor und Orchester
- 4 sange for 3 lige stemmer, 3 sange for blandet kor, (dänisch) [4 Lieder für 3 gleiche Stimmen, 3 Lieder für gemischten Chor] (1934)[36] Sangens fugl [„Vogellied“], Asken Yggdrasil [Die Asche Yggdrasil], Skøn Freja, Kong Skjold [König Skjold], Jeg ser de bøgelyse øer (SATB) (Text: L.C. Nielsen)[37] Om strømmen mod dig bruser (SATB) Text: Steen Steensen Blicher, Genforeningssang (SATB)

### Hymnen und Lieder
- Genforeningssang (dänisch), Text: Juhl Andersen [Wiedervereinigungslied][38]
- Ni viser til tekster af Jeppe Aakjaer (dänisch), [Neun Weisen auf Texte von Jeppe Aakjaer] (1919)[19]
- Tyve gamle danske Sange af Grundtvig (dänisch), [20 alte dänische Lieder von Grundtvig] (1931)[39]
- ''En Snes folkelige Sange og Viser'': Op. 4, (dänisch) [Zwanzig Volkslieder und Weisen] (1932), Klaviersatz[40]
- 40 Melodier til bibelhistoriske Sange med Musik af Thorvald Aagaard (dänisch), [40 Melodien für bibelhistorische Lieder mit Musik von Thorvald Aagaard], Klaviersatz (1933)[41]
- Her er det Land für Gesang mit Klavier. Text: Valdemar Rørdam (1872–1946), Am 11. Juni 1933 der Jugend der Gemeinde Dybbøl gewidmet. OCLC 898538592
- ''Tredive salmemelodier: Til salmebog for valgmenigheder og frimenigheder'' (dänisch), [30 Choralmelodien für das Gesangbuch von  „Wahlgemeinden“ und freien Gemeinden] (1936)[42]

## Werke anderer Komponisten über Lieder Aagaards
- Per Günther: Choralfantasie über „Lovsynger Herren, min mund og mit indre“ von Thorvald Aagaard[43]
- Naji Hakim: „Ich liebe die farbenreiche Welt“, „Jeg elsker den brogede verden“, „I love the colourful world“ für Orgel: 1. Präludium 2. Tanz-Toccata. Chatou, 2008, Schott, für Hans-Georg Vleugels und der Orgel der katholischen Kirche St. Alban in Hardheim, Naji Hakim, St Alban, Hardheim, 27.06.08[44][45]

## Rezeption
Zum Gedenken an Thorvald Aagaard hat die Valgmenighed Ryslinge, wo er viele Jahre Organist war, auf dem Thorvald-Aagaard-Platz ein Denkmal von Søren West errichtet.

## Diskographie
- Aakjær Sange: Songs by Aakjær. Pro Cantu, Danica #8174. (Verschiedene Chorsätze mit Texten von Jeppe Aakjaer, auch einige Lieder von Thorvald Aagaard wie: Sneflokke kommer vrimlende, Spurven sidder stum bag Kvist und Han kommer med sommer).
- Fra Højskolesangbogen [Aus Schulgesangsbüchern]. Signe Asmussen/Sopran, David Danholt/Tenor, Ulrich Staerk/Klavier. Dacapo 8.224712. (Von Aagaard Jeg ser de bøgelyse Øer[46])

### Biographien
- Frands Johann Ring: Thorvald Aagaard : Mennesket, Musikeren. Fyns Boghandels Forlag, Odense 1954 (dänisch).[47]
- Povl Chr. Balslev: Thorvald Aagaard: komponist og musikformidler i den folkelige sangs tjeneste. Odense Bys Museer, Odense 2009 (dänisch).[48]

### Biographische Quellen
- Nielsen, C., Aagaard, Thorvald Hans, komponist, & Hansen, Anders. (1888). Breve Til Thorvald Aagaard Og Anders Hansen., Dat. 1888–1926 (33 Br.);. [Briefe an Thorvald Aagaard und Anders Hansen][49]

### Lexika
- Claus Røllum-Larsen: Aagaard, (Hans) Thorvald. In: Ludwig Finscher (Hrsg.): Die Musik in Geschichte und Gegenwart. Zweite Ausgabe, Personenteil, Band 1 (Aagard – Baez). Bärenreiter/Metzler, Kassel u. a. 1999, ISBN 3-7618-1111-X (Online-Ausgabe, für Vollzugriff Abonnement erforderlich)
- Nils Schiørring: Thorvald Aagaard. In: Svend Cedergreen Bech, Svend Dahl (Hrsg.): Dansk biografisk leksikon. Begründet von Carl Frederik Bricka, fortgesetzt von Povl Engelstoft. 3. Auflage. Band 1: Abbestée–Bergsøe. Gyldendal, Kopenhagen 1979, ISBN 87-01-77362-3, S. 227–228 (dänisch, biografiskleksikon.lex.dk).

### Andere
- Karl Bak: Fortegnelse over Thorvald Aagaards værker. In: Tidsskrift, udgivet af Det unge Tonekunstnerselskab. (dänisch) Povl Branners Forlag, Kopenhagen 1938, OCLC 474200165. (Verzeichnis der Werke Thorvald Aagaards in 3 Abschnitten: 1. Instrumentalwerke, 2. Chorwerke, 3. Hymnen und Lieder.)
- Frands Johann Ring: Thorvald Aagaard, et Liv i Folkesangens Tjeneste. [„Thorvald Aagaard, ein Leben im Dienste des ‚Volksgesanges‘.“]. Danmarks Sanglærerforening 1935–45, Aarhus 1944, (dänisch)[50]

## Digitalisate
1. ↑  25 Præludier til Gudstjenesten Nr.1 Maestoso, Notensatz von Georg Klinting als Digitalisat bei http://www.georganist.dk/.
2. ↑  25 Præludier til Gudstjenesten Nr.2 Andantino, Notensatz von Georg Klinting als Digitalisat bei http://www.georganist.dk/.
3. ↑  25 Præludier til Gudstjenesten Nr.3 Allegretto, Notensatz von Georg Klinting als Digitalisat bei http://www.georganist.dk/.
4. ↑  25 Præludier til Gudstjenesten Nr.5 Risoluto, Notensatz von Georg Klinting als Digitalisat bei http://www.georganist.dk/.